# Бреттон-Вудська система

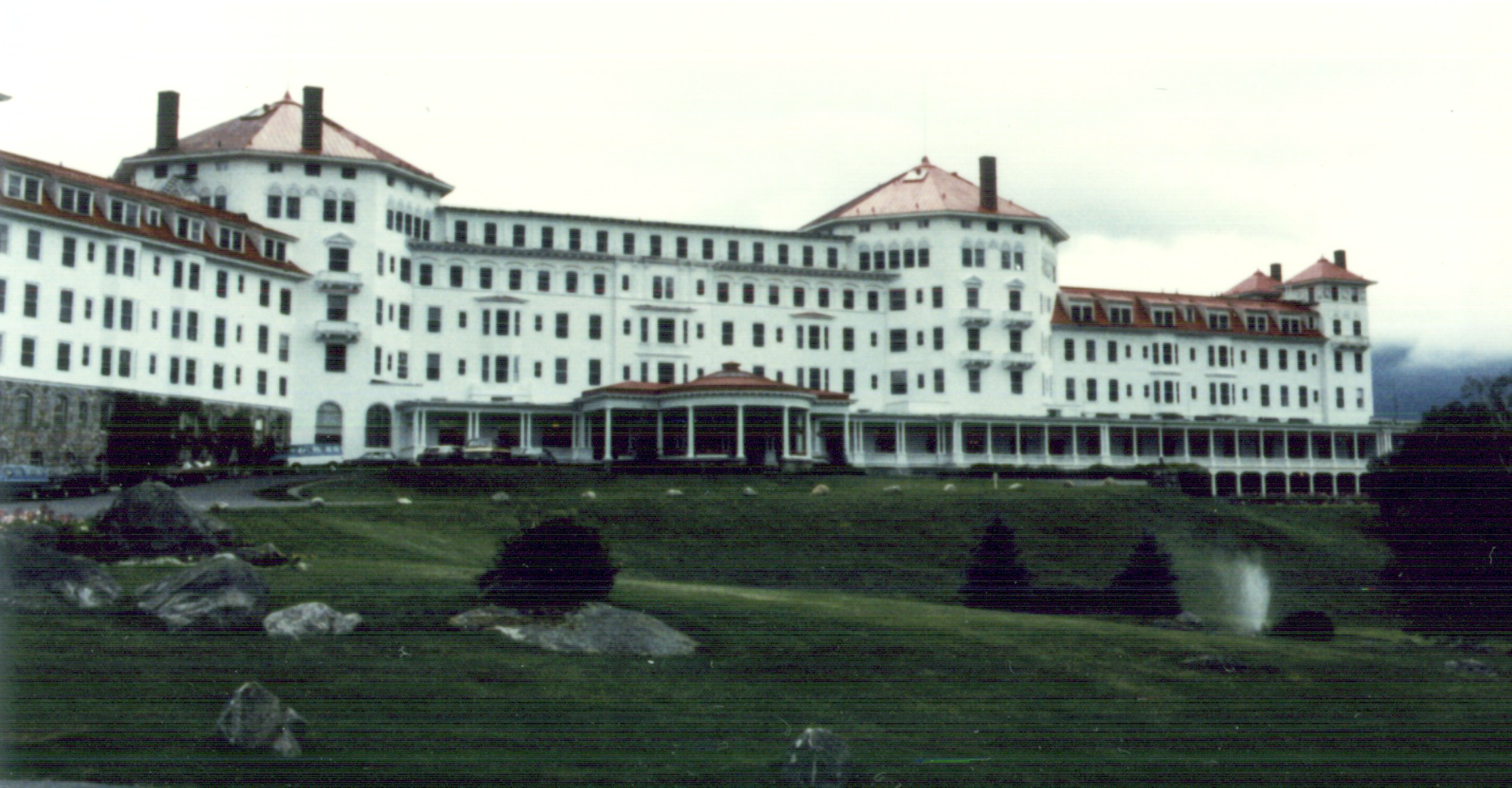
Готель Маунт Вашингтон, в якому була підписана Бреттон-Вудська угода (фото 1980)

Бре́ттон-Ву́дська систе́ма (англ. Bretton Woods system) — міжнародна валютна система регулювання комерційних та фінансових відносин між країнами, що підписали та ратифікували Бреттон-Вудську угоду 1944 року. Був встановлений офіційний фіксований курс долара США до золота — 35 доларів за тройську унцію. Валюти інших країн-учасниць також отримали золотий еквівалент, але мали право на відхилення не більше 1 відсотка. Метою встановлення фіксованих курсів було запобігти девальваціям валют заради отримання конкурентних переваг у міжнародній торгівлі. Як валютні резерви окрім золота почали активно використовувати долар США. Для підтримки платіжних балансів країн-учасниць було створено Міжнародний валютний фонд. Бреттон-Вудська система стала першим прикладом впровадження узгодженого грошового порядку значною кількістю незалежних держав.
Підготовка до перебудови міжнародної економічної системи під час Другої світової війни все ще бушувала, 730 делегатів з усіх 44 країн-союзників зібралися в готелі Mount Washington у Бреттон-Вудсі, Нью-Гемпшир, Сполучені Штати Америки, на монетарну та фінансову конференцію Організації Об'єднаних Націй, також відому як Бреттон-Вудська конференція. Делегати вели переговори протягом 1-22 липня 1944 року і в останній день підписали угоду. Внаслідок цих угод було створено систему правил, установ та процедур регулювання міжнародної валютної системи, а також Міжнародний валютний фонд (МВФ) та Міжнародний банк реконструкції та розвитку (МБРР), який сьогодні є частиною Групи Світового банку. Сполучені Штати Америки, які контролювали дві третини світового золота, наполягали на тому, щоб Бреттон-Вудська система базувалась як на золоті, так і на доларах США. Радянські представники відвідали конференцію, але пізніше відмовилися ратифікувати остаточні угоди, стверджуючи, що установи, які вони створили, були «філіями Уолл-стріт». Ці організації почали діяти в 1945 році після того, як достатня кількість країн ратифікувала угоду.
У 1971—1978 роках Бреттон-Вудську систему змінила Ямайська валютна система, заснована на вільній торгівлі валютою (вільній конвертації валют).

## Витоки
Політична основа для Бреттон-Вудської системи полягала в злитті двох основних умов: спільного досвіду двох світових воєн, з тим, що невміння вирішити економічні проблеми після Першої світової війни призвело до другої; і концентрація влади в невеликій кількості держав.

### Міжвоєнний період
Між потужними державами існував високий рівень згоди, що невміння координувати обмінний курс у міжвоєнний період посилило політичну напругу. Це полегшило рішення, прийняті на Бреттон-Вудській конференції. Крім того, всі уряди, що беруть участь у Бреттон-Вудсі, погодилися, що грошовий хаос міжвоєнного періоду дав кілька цінних уроків.
Досвід Другої світової війни був свіжим у свідомості державних службовців. Планувальники в Бреттон-Вудсі сподівалися уникнути повторення Версальського договору після Першої світової війни, яка створила достатню економічну та політичну напругу, яка привела до Другої світової війни. Після Першої світової війни Велика Британія мала суттєві суми США, яку Британія не змогла погасити, оскільки вона використовувала кошти для підтримки таких союзників, як Франція під час війни; союзники не могли повернути Велику Британію, тому Велика Британія не змогла повернути США. Рішення у Версалі для французів, британців та американців, здавалося, було «змусити Німеччину платити за це все». Якщо вимоги до Німеччини були нереалістичними, то було б нереалістично, коли Франція повернула британію, а Велика Британія повернула б США. Таким чином, багато «активів» на банківських балансових звітах на міжнародному рівні були насправді невідшкодованими позиками, які завершилися банківським кризою 1931 року. Непримиренне наполягання країн-кредиторів на відшкодуванні союзних військових боргів та відшкодування з потягом до ізоляціонізму призвело до розбиття міжнародної фінансової системи та глобальної економічної депресії. Так звана політика «бідняка твого сусіда», яка виникла в умовах кризи, деякі торговці, використовуючи девальвації валюти, прагнуть підвищити конкурентоспроможність (тобто збільшити експорт та зменшити імпорт), хоча останні дослідження показують, що ця де-факто інфляційна політика, можливо, компенсується деякі з контракторних сил у світових цінових рівнях (див. Ейхенгрін «Як запобігти війні у валюті»).
У 20-х роках минулого століття міжнародні потоки спекулятивного фінансового капіталу збільшувались, що призвело до екстремальних ситуацій в плані платіжного балансу в різних країнах Європи та США. У 1930-х роках світові ринки ніколи не порушили бар'єрів та обмежень на міжнародну торгівлю та обсяги інвестицій, — бар'єри, спричинені випадково, національно мотивовані та нав'язані. Різноманітна анархічна та часто апаратна протекціоністська та неомеркантилістична національна політика, яка часто є взаємно суперечливою, яка виникла протягом першої половини десятиліття, працювала непослідовно та самогубно, щоб сприяти національному імпортозаміну, збільшувати національний експорт, відволікати іноземні інвестиції та торгові потоки, і навіть запобігти певним категоріям транскордонної торгівлі та інвестицій. Глобальні центральні банкіри намагалися керувати ситуацією, зустрічаючись один з одним, але їхнє розуміння ситуації, а також труднощі у спілкуванні на міжнародному рівні заважали їх здатності. Урок полягав у тому, що просто відповідальних, працьовитих центральних банкірів було недостатньо.
Британія у 1930-х роках мала виключно торговельний блок з народами Британської імперії, відомі як «стерлінговий район». Якщо британія імпортувала більше, ніж експортувала до таких країн, як Південна Африка, одержувачі фунтів стерлінгів в Південній Африці мали тенденцію поставити їх у лондонські банки. Це означало, що, хоча британія мала дефіцит торговельного балансу, вона мала профіцит у фінансовому рахунку та збалансованість платежів. Позитивне платіжне балансування Великої Британії дедалі частіше вимагало збереження багатства народів імперії у британських банках. Одним з стимулів для, скажімо, южноафриканських власників ранд для парку свого багатства в Лондоні та збереження грошей у Стерлінг, був сильно оцінений фунт стерлінгів. На жаль, оскільки Англія стала деіндустріалізованою у 1920-х роках, вихід з торгового дефіциту мав девальвувати валюту. Але Англія не змогла девальвувати, або надлишок Імперії залишив би свою банківську систему.
Нацистська Німеччина також співпрацювала з блоком контрольованих держав до 1940 року. Німеччина примусила торговим партнерам надлишок витрачати надлишки імпортних продуктів з Німеччини. Таким чином, Велика Британія вижила, зберігаючи надлишки стерлінгів у своїй банківській системі, і Німеччина вижила, змусивши торговельних партнерів придбати власні продукти. США були стурбовані несподіваним падінням витрат на війну, які могли б повернути країну до рівня безробіття 1930-х років, і тому бажані країни С Sterling та кожна з країн Європи могли імпортувати з США, отже, США підтримували вільну торгівлю та міжнародна конвертованість валют у золото або долари.

### Повоєнні переговори
Коли багато хто з цих самих експертів-спостерігачів, вихований на 1930-х роках, стали архітекторами нової уніфікованої, післявоєнної системи в Бреттон-Вудсі, їхні принципи стали «більше не бентежити свого ближнього» та «контролювати потоки спекулятивного фінансового капіталу». Запобігання повторення цього процесу конкурентних девальвацій було бажаним, але таким чином, щоб не змусити країни-боржники припиняти свою виробничу базу, зберігаючи процентні ставки на досить високому рівні, щоб залучати іноземні банківські депозити. Джон Мейнард Кейнс, побоюючись повторення Великої депресії, стояв за пропозицією Великої Британії про те, що надлишки країн будуть змушені застосувати механізм «використовувати або втрачати», або імпортувати з країн-боржників, будувати фабрики в країнах-боржниках або жертвувати боржники націй. США виступили проти плану Кейнса, а старший чиновник казначейства США Гаррі Декстер Уайт відхилив пропозиції Кейнса на користь Міжнародного валютного фонду, який мав би достатньо ресурсів для протидії дестабілізуючим потокам спекулятивних фінансів. Проте, на відміну від сучасного МВФ, запропонований Фондом Біллі буде автоматично протидіяти небезпечним спекулятивним потокам, без будь-яких політичних зв'язків, тобто ніяких умов для МВФ. За словами економічного історика Бреда Делона, практично у всіх точках, де він був відхилений американцями, Кейнс пізніше був визнаний правильним за подіями.

Сьогодні ці ключові події 1930-х років виглядають інакше як учені епохи (див. Праці Баррі Ейхенріна «Золоті кайдани»: «Золотий стандарт» та «Велика депресія», 1919—1939 рр. Та «Як уникнути грошової війни»); зокрема, девальвації сьогодні розглядаються з більшим нюансом. Вислів Бена Бернанке на цю тему полягає в наступному:
... Наближення причини світової депресії — це структурно недосконалий та погано керований міжнародний золотий стандарт. … З ряду причин, включаючи бажання Федеральної резервної системи обмежити бум на фондовому ринку США, монетарна політика в ряді великих країн перетворилася на скорочення в кінці 1920-х років — скорочення, яке було передано по всьому світу за золотий стандарт. Початково м'який дефляційний процес почав сніговим ударом, коли банківська та валютна криза 1931 року спонукала міжнародну «боротьбу за золото». Стерилізація припливів золота надлишковими країнами (США та Франція), заміщення золота на валютні резерви та обіг у комерційних банках призвели до збільшення золотої грошової підтримки, а отже, до різкого непередбаченого зниження національних грошових ресурсів. Грошові скорочення в свою чергу були сильно пов'язані зі зниженням цін, продуктивністю та зайнятістю. Ефективне міжнародне співробітництво могло б в принципі дозволити глобальну грошову експансію, незважаючи на стандартні обмеження на золото, але суперечки щодо відшкодування світової війни та військових заборгованостей, а також острівність та недосвідченість Федеральної резервної системи, крім інших чинників, перешкоджали цьому. Як результат, окремі країни змогли уникнути дефляційного вихору лише в односторонньому порядку відмовившись від золотого стандарту та відновити внутрішню монетарну стабільність, процес, який тягнувся на зупинці та неузгоджено, поки Франція та інші країни Золотого блоку остаточно не залишили золота в 1936 р. — Велика депресія, Б. Бернанке
У 1944 році в Бреттонвудській області, внаслідок колективної традиційної мудрості того часу, представники всіх провідних союзних народів колективно виступали за регульовану систему фіксованих валютних курсів, опосередковану дисципліну за доларом США, прив'язаною до золота [цитування потрібна] — система, яка спирається на регульовану ринкову економіку з жорстким контролем за значеннями валют. Потоки спекулятивних міжнародних фінансів були скорочені шляхом їхнього маневрування та обмеження через центральні банки. Це означало, що міжнародні потоки інвестицій надходили до прямих іноземних інвестицій (ПІІ), наприклад, будівництво заводів за кордоном, а не міжнародні валютні маніпуляції та ринки облігацій. Незважаючи на те, що національні експерти певною мірою не погодились із конкретною реалізацією цієї системи, всі погодилися з необхідністю жорсткого контролю.

#### Економічна безпека
Також, спираючись на досвід міжвоєнних років, американські планувальники розробили концепцію економічної безпеки — ліберальна міжнародна економічна система посилить можливості післявоєнного миру. Одним з тих, хто бачив таку безпеку, був Корделл Халл, державний секретар Сполучених Штатів Америки з 1933 по 1944 рік. [Примітки 1] Халл вважає, що фундаментальні причини двох світових воєн полягають в економічній дискримінації та торгівлі війною. Зокрема, він мав на увазі торгову та валютний контроль (двосторонні угоди) нацистської Німеччини та система імперських переваг, яку практикувала Велика Британія, завдяки якій членам або колишнім членам Британської імперії був наданий особливий статус торгівлі, який був спровокований німецькою, Французька та американська протекціоністська політика. Халл стверджував:
нестримна торгівля з'єднується з миром; високі тарифи, торговельні бар'єри та несправедлива економічна конкуренція з війною … якщо ми могли б отримати більш вільне рух торгівлі … більш вільне у сенсі меншого дискримінації та перешкод … так, щоб одна країна не була смертельно заздрісна іншим і життєвим рівнем всі країни можуть піднятися, тим самим усуваючи економічне невдоволення, що породжує війну, ми можемо мати розумні шанси на встановлення міцного миру.
Зростання державного втручання
Розвинені країни також погодились, що ліберальна міжнародна економічна система вимагає державного втручання. Після Великої депресії державне управління економікою виникла як основна діяльність урядів розвинутих держав. Зайнятість, стабільність та зростання стали важливими темами державної політики.
У свою чергу, роль уряду в національній економіці була пов'язана з припущенням держави про відповідальність за забезпечення громадянам певного рівня економічного добробуту. Система економічного захисту громадян, що перебувають у небезпеці, іноді називається державою загального добробуту, виросла з Великої депресії, що створило популярний попит на державне втручання в економіку та поза теоретичним внеском економічної Кейнсіанської школи, яка стверджувала необхідність втручання уряду для подолання недоліків ринку.

Проте посилення державного втручання у вітчизняну економіку призвело до ізоляціоністських настроїв, що мали глибокий негативний вплив на міжнародну економіку. Пріоритети національних цілей, незалежні національні дії у міжвоєнний період та нездатність усвідомити, що ці національні цілі не можуть бути реалізовані без певної форми міжнародного співробітництва — призвело до політики «бідняк-сусід», а саме високі тарифи, конкурентоспроможні девальвації, які сприяли розпаду золотої міжнародної валютної системи, внутрішньої політичної нестабільності та міжнародної війни. Головний архітектор бреттон-вудської системи Новий дилер Гаррі Декстер Білий висловився:
відсутність високого ступеня економічного співробітництва між провідними народами … неминуче призведе до економічної війни, яка буде лише прелюдією та підбурювачем до військових дій в рівній мірі.
Щоб забезпечити економічну стабільність та політичний мир, держави погодились співпрацювати, щоб тісно регулювати виробництво своїх валют для підтримки фіксованих валютних курсів між країнами з метою полегшення міжнародної торгівлі. Це було основою американського бачення післявоєнної світової вільної торгівлі, що також передбачало зниження тарифів та, зокрема, збереження торговельного балансу за фіксованим валютним курсом, який був би сприятливим для капіталістичної системи.
Таким чином, розвинені ринкові економіки погодились з американським баченням повоєнного міжнародного економічного управління, який мав бути спрямований на створення та підтримку ефективної міжнародної валютної системи та сприяння зменшенню бар'єрів у торгівлі та потоках капіталу. У певному сенсі нова міжнародна валютна система фактично була поверненням до системи, подібної до довоєнного золотого стандарту, лише використовуючи долари США як нову резервну валюту світу, доки світова пропозиція на золото не може бути перерозподілена через міжнародну торгівлю.
Таким чином, нова система буде позбавлена (спочатку) урядів, що втручаються у їх валютну пропозицію, як це було в роки економічних потрясінь, що передували Другій світовій війні. Натомість уряди будуть уважно стежити за виробництвом своїх валют і забезпечити, щоб вони не штучно маніпулювали своїми ціновими показниками. Якщо б то не було, Бреттон Вудс був поверненням до часу, позбавленого посилення втручання уряду в економіку та валютні системи.

#### Атлантична хартія
Найбільш помітним попередником Бреттон-Вудської конференції була Атлантична хартія, складена під час зустрічі Президента США Франкліна Д. Рузвельта у серпні 1941 р. з прем'єр-міністром Великої Британії Вінстоном Черчиллем на кораблі у Північній Атлантиці. Як і Вудро Вільсон перед ним, чиї «Чотирнадцять пунктів» намітили США стосовно наслідків Першої світової війни, Рузвельт висував ряд амбітних цілей для повоєнного світу ще до того, як США увійшли до Другої світової війни.
Атлантична хартія підтвердила право всіх країн на рівний доступ до торгівлі та сировини. Більш того, в хартії закликали до свободи морів (основна мета зовнішньої політики США, оскільки Франція та Британія вперше погрожували американській доставці в 1790-х роках), роззброєння агресорів та «створення більш широкої та більш постійної системи загальної безпеки» ".
Коли війна завершилась, Бреттон-Вудська конференція стала кульмінаційною частиною двох з половиною років планування післявоєнної реконструкції у скарбницях США та Великої Британії. Представники США вивчали у своїх британських колегах відтворення того, чого не було між двома світовими війнами: система міжнародних платежів, яка дозволила б здійснити торгівлю без страху перед обличчям амортизації або дикої коливання валютних курсів — майже паралізованих захворювань світовий капіталізм під час Великої депресії.
Без сильного європейського ринку для товарів і послуг США більшість політиків вважали, що економіка США не зможе зберегти процвітання, досягнуту під час війни. Крім того, американські профспілки лише зневажливо прийшли до влади на обмеження їхні вимоги під час війни, але вони вже не бажають більше чекати, особливо, оскільки інфляція знижує існуючу шкалу заробітної плати з болючою силою. (До кінця 1945 року в автомобільній, електричній та металургійній промисловостях вже відбулися великі страйки.)
На початку 1945 року Бернард Барух описав дух Бреттон-Вудса як: якщо ми можемо «зупинити субсидіювання робочої сили та посилити конкуренцію на експортних ринках», а також запобігти відновленню військових машин ", о хлопець, о хлопець, який довгостроковий процвітання ми матимемо ". Тому Сполучені Штати можуть використовувати свою позицію впливу, щоб відновити та керувати [правилами] світової економіки, щоб забезпечити безперешкодний доступ до ринків та матеріалів усіх країн.

#### Спустошення військових часів Європи та Східної Азії
Союзники Сполучених Штатів — економічно вичерпані необхідною війною допомоги США для відновлення свого вітчизняного виробництва та фінансування своєї міжнародної торгівлі; дійсно, вони потребували його, щоб вижити.
Перед війною французи та британці зрозуміли, що вони не зможуть більше конкурувати з галузями промисловості США на відкритому ринку. У 1930-х роках британці створили свій власний економічний блок для закриття американських товарів. Черчилль не повірив, що після війни він міг би здатися такому захиснику, тому він пом'якшив положення «вільного доступу» Атлантичної хартії перед тим, як домовитися про це.
Проте американські чиновники були налаштовані відкрити свій доступ до Британської імперії. Комбінована вартість торгівлі Великою Британією та Сполученими Штатами складала значно більше половини всієї світової торгівлі товарами. Щоб США відкрили світові ринки, спочатку йому довелося розділити британську (торговельну) імперію. Хоча Велика Британія домінує в 19 столітті економічно, посадові особи США призначали другій половині 20-х років бути гегемонією США.

Старший Офіційний представник Банку Англії прокоментував:
Одна з причин Бреттон-Вудської роботи полягала в тому, що США, безумовно, були наймогутнішою країною за столом, і, таким чином, в кінцевому рахунку змогла нав'язати свою волю іншим, у тому числі часто бентежаться Британії. У той час один високопоставлений чиновник в Банку Англії назвав угоду, досягнуту в Бреттон-Вудсі, як «найбільший удар по Британії поруч з війною», в основному тому, що він підкреслив, що фінансова сила перемістилася з Великої Британії до США.
Спустошена Британія не мала вибору. Дві світові війни знищили основні галузі промисловості країни, які платили за ввезення половини національної продовольчої та майже всієї сировини, крім вугілля. У британців не було вибору, крім як просити про допомогу. До того часу, коли Сполучені Штати підписали угоду 6 грудня 1945 р. Щодо надання Великій Британії допомоги у розмірі 4,4 мільярда доларів, британський парламент ратифікував Бреттонвудські угоди (що відбулося пізніше у грудні 1945 р.).
Протягом майже двох століть інтереси Франції та США зіткнулися як з Старим світом, так і з новим світом. Під час війни французький недовіра до Сполучених Штатів була втілена генералом Шарлем де Голлом, президентом тимчасового уряду Франції. [необхідна цитата] Де Голль гірко бився з американськими чиновниками, коли намагався зберегти колонії своєї країни та дипломатичну свободу дій. У свою чергу, чиновники США бачили де Голля як політичного екстреміста.
Але в 1945 році де Голль, провідний голос французького націоналізму, був змушений нещадно запитати США про позику в мільярд доларів. [Потрібна цитата] більшість запиту було надано; у свою чергу, Франція пообіцяла скоротити державні субсидії та маніпулювання валютою, що дало своїм експортерам переваги на світовому ринку.

## Історія
Валютна система отримала таку назву від міста Бреттон-Вудс (США), в якому на конференції 1944 року було укладено відповідну угоду. Держави, що брали участь в ній, зобов'язалися сприяти тісному валютно-політичному співробітництву в ім'я забезпечення збалансованого і безперешкодного розвитку міжнародної торгівлі.

## Принципи діяльності
Основні принципи Бреттон-Вудської валютної системи, які закріплювалися у Статуті Міжнародного валютного фонду, такі:
- функції світових грошей зберігалися за золотом, але масштаби його використання у міжнародних фінансах і його регулятивна роль суттєво зменшувалися;
- у ролі міжнародних платежів використовується нарівні із золотом — долар США. Долар декларативно прирівнювався до золота в ролі еталона цінності валюти.
- резервні (ключові) валюти обмінювалися на золото у такий спосіб:
  - долар США могли обмінювати центральні банки та урядові установи інших країн у Скарбниці США за офіційно встановленим 1934 року співвідношенням (35 доларів за 1 тройську унцію, тобто 31.1035 грамів золота);
  - долар США могли обмінювати центральні банки, урядові установи та приватні особи з метою тезаврації на ринках золота (передусім Лондонському). Ціна золота на ринках складалася на базі офіційної (до 1968 року вона майже не відхилялася від останньої);
- прирівнювання валют одна до одної та їх взаємний обмін здійснювалися на основі офіційно узгоджених країнами-членами з МВФ валютних паритетів, виражених у золоті та в доларах США. Ці паритети були стабільними, їх зміна могла відбуватися тільки з санкції МВФ і за певних умов, що на практиці траплялося дуже рідко;
- ринкові курси валют не повинні були відхилятися від фіксованих доларових паритетів цих валют більш як на +0,75 %. У разі значних відхилень національні банки зобов'язувались засобом купівлі чи продажу валюти відновити співвідношення курсів.

До 1971-го МВФ успішно досягнув своєї мети за допомогою, по-перше, твердих валютних курсів, по-друге, вільній оборотності (конвертованості) валют, і по-третє, за допомогою багатосторонніх кредитів.
Починаючи з 1973-го, валютні курси в країнах-членах МВФ стали рухомими. Відповідно до статті 4 Статуту МВФ кожен його учасник може вибрати таку систему валютних курсів, яка видається йому найкращою. З 13 березня 1979, коли набрала чинності Європейська валютна система, валюти членів Європейського співтовариства стали орієнтуватися на нову грошову одиницю — ЕКЮ. Емісійні банки країн, що беруть участь в МВФ, зобов'язалися не допускати відхилення своїх валют від магістрального курсу по відношенню до ЕКЮ більш ніж на 2.5 % шляхом інтервенції на валютному ринку. З допомогою ЕВС Європа повинна була перетворитися на зону валютно-політичної стабільності.
Причини кризи Бреттон-Вудської валютної системи:
- Нестійкість та суперечності економіки.
- Посилення інфляції, яка негативно впливала на світові ціни та конкурентну здатність фірм, та заохочувала спекулятивні переміщення «гарячих» грошей.
- Нестабільність платіжних балансів.
- Невідповідність принципів Бреттон-Вудської валютної системи зміненому співвідношенню сил на світовій арені.
- Активізація ринку євродолара.
- Дезорганізуюча роль транснаціональних корпорацій.